# 加納莞蕾
加納 莞蕾（かのう かんらい、1904年3月1日 - 1977年8月15日）は、日本の画家、政治家。本名辰夫。莞蕾は雅号。島根県能義郡布部村（現在の安来市広瀬町布部）出身。マニラ軍事裁判により戦後フィリピンの刑務所に収容されていた日本人戦犯の釈放に尽力したことで知られる。

## 人物
1926年（大正15年）に上京して川端画学校および本郷洋画研究所に入り、岡田三郎助に師事し、前田寛治・佐伯祐三らと交友を深めた。
1931年（昭和6年）の第1回独立美術協会展に出品し、入選を重ねた。1932年から1937年まで島根県那賀郡浜田町（現在の浜田市）原井尋常高等小学校（現在の浜田市立原井小学校）に赴任し、訓導として児童の指導にあたるかたわら、中尾彰らと本格的な洋画研修会を開き、東京から中山巍を招いて指導を仰いだ。これによって、中央の画壇と浜田の画家たちが初めて結ばれた。
1937年（昭和12年）3月、教員を辞して朝鮮半島に渡った後、翌1938年11月から1940年まで北支派遣牛嶋部隊本部付従軍画家として山西省における戦争の状況を描いた。その後、京城高等工業学校で教鞭をとる傍ら制作を続けた。終戦とともに帰国。
戦後、フィリピンのモンティンルパのニュービリビッド刑務所に戦犯として収容されていた旧日本兵の釈放助命嘆願をおこない、4年間に43通の釈放を訴える嘆願書をフィリピンのエルピディオ・キリノ大統領に送り続け、「日本軍によって虐殺された大統領の愛児の名において憎しみを愛に変えることこそ神に帰依する行為である」と嘆願した。これによって、1953年7月4日、キリノ大統領は赦免のための声明を発表し、105名の日本人戦犯が全員釈放された。このほか、恒久平和を求める嘆願書をローマ法王やジャワハルラール・ネルーインド首相らに送り続けた。その数は280通に及ぶ。
1954年から1957年まで布部村（当時）の村長を務め、布部村平和五宣言を提案、村議会で宣言する。さらに、世界中の子どもたちの人権を守る目的で、「世界児童憲章」の制定を訴え続けた。晩年は水墨画や書を中心に作品制作を続けた。1977年（昭和52年）8月15日、脳血栓のため安来市の病院で死去。生家跡に安来市加納美術館が建つ。

## 主な作品
- 「山西省潼関付近の追撃戦」　1944年　決戦美術展　軍司令官賞　東京国立近代美術館　アメリカ合衆国より永久貸与

## 画集
- 『莞蕾墨彩』1977年　五彩会

## 展覧会図録
- 「平和運動開始70年　画家加納莞蕾大回顧展」2019年　公益財団法人　加納美術振興財団